# 陳延
陳延(？—？)，三國時期東吳將領。其叔父陳表之子陳敖死後，代其任為司馬。 

## 家庭

### 祖父
- 陳武，三國時期東吳將領。

### 父輩
- 陳脩，陳延父親。有陳武之風，拜為校尉，封為都亭侯。
- 陳表，陳延叔父，官至偏將軍，封都鄉侯。

### 兄弟
- 陳永，陳延之弟。東吳將領，封侯。

## 評價
三國志評曰：「凡此諸將，皆江表之虎臣，孫氏之所厚待也。以潘璋之不脩，權能忘過記功，其保據東南，宜哉！陳表將家支庶，而與冑子名人比翼齊衡，拔萃出類，不亦美乎！」